# ETA Berri
ETA Berri (del euskera, 'Nueva ETA') fue una escisión de la organización separatista armada Euskadi Ta Askatasuna (ETA) producida tras la celebración de su V Asamblea, que tuvo lugar en diciembre de 1966 en la casa parroquial de Gaztelu (Guipúzcoa).

## Historia
ETA estuvo desde sus inicios atravesada por múltiples debates internos que procedían en gran medida de los intentos de conjugar las ideas y prácticas heredadas del ámbito político en que se formó (el sector cercano a Ekin escindido de las juventudes del Partido Nacionalista Vasco, conservador y católico) con otras más cercanas a planteamientos de izquierda, para las que los aspectos puramente nacionalistas no eran el único motor de la organización, ni necesariamente los más importantes. Uno de los debates más importantes fue el que tuvo lugar a mediados de los años sesenta entre nacionalistas y obreristas, es decir, personas partidarias de vincular la acción de ETA a las luchas obreras que por entonces sacudían España y que tenían un fuerte componente político de oposición al franquismo. Dicho vínculo suponía buscar alianzas con sectores de izquierda no nacionalistas, así como con organizaciones de fuera del País Vasco. 

### Origen: IV Asamblea de ETA
Las tres tendencias fundamentales dentro de ETA quedaron claramente definidas durante la IV Asamblea. Surgen allí tres corrientes:
- La vasquista o etnolingüística, que apuesta por planteamientos fundamentalmente nacionalistas (aunque con importantes diferencias respecto al nacionalismo vasco tradicional), cuya cabeza visible es José Luis Álvarez Enparantza, Txillardegi.
- La tercermundista o anticolonialista, con planteamientos más netamente de izquierdas que pretende organizar la lucha de ETA con planteamientos cercanos a los de las organizaciones de liberación nacional que en esos momentos luchaban contra las potencias coloniales en varios lugares del mundo. Esta es una corriente favorable a la creación de guerrillas.
- La obrerista, cuyos planteamientos son claramente comunistas y que supedita la lucha por la liberación nacional a los intereses de la clase obrera.

A esta última corriente pertenecen los principales responsables de la Oficina Política creada en esa IV Asamblea, organismo que concentra la mayoría de las atribuciones que hasta entonces habían pertenecido al Ejecutivo, cuyos miembros se encontraban en el exilio. La Oficina Política, auténtica dirección de ETA en el interior, tuvo su sede en San Sebastián y estaba integrada en general por militantes de alto nivel intelectual cuyas cabezas más visibles eran Patxi Iturrioz y Eugenio del Río.
Los obreristas, y con ellos la Oficina Política bajo su gestión, consideraban a la clase obrera como principal motor de lucha contra la dictadura. Dicha clase obrera era, en el País Vasco, mayoritariamente inmigrante, y los vascos que la formaban generalmente eran castellanohablantes y ajenos en gran medida a lo que el nacionalismo defendía como valores culturales vascos. Los obreristas consideraban a los inmigrantes vascos de pleno derecho, lo que chocaba con las ideas heredadas del PNV que les veía como enemigos potenciales de la nación vasca. Bajo la dirección obrerista, se relajaron aspectos fundamentales de las bases ideológicas de ETA como la lucha por el euskera o la unificación del País Vasco, Navarra y el País Vasco francés. La Oficina Política buscó alianzas con Comisiones Obreras y otras fuerzas sociales y políticas no nacionalistas, rechazó la unidad con sectores del nacionalismo vinculados a la burguesía (esto es, el PNV y su entorno).

### La escisión: V Asamblea
Estas ideas, demasiado audaces en una organización que era principalmente nacionalista a pesar de haber incorporado elementos ideológicos de izquierda, provocaron una fuerte reacción por parte de los otros sectores. Txillardegi, exiliado en Bélgica, denunció que ETA estaba dejando de ser una organización patriótica para convertirse en una organización comunista clásica. Se inicia entonces un movimiento interno cuyo objetivo es desbancar a los obreristas, que estaba capitaneado por el navarro José María Eskubi, Txabi Etxebarrieta (quien poco después protagonizaría el primer asesinato de ETA, siendo igualmente el primer muerto de la organización), y su hermano José Antonio. Estos deciden convocar una asamblea (máximo órgano de gestión de ETA) sin informar a la Oficina Política. 
En vísperas de la celebración de esta V Asamblea se le comunicó a Patxi Iturrioz la decisión de proceder a su expulsión, propuesta por el Ejecutivo, que fue ratificada en la primera sesión de la asamblea, el 7 de diciembre de 1966. Los obreristas, en vista de que la asamblea denegaba la petición de defensa de Iturrioz, decidieron no participar en ella. El resto de la militancia se mantuvo en la misma, eligió un nuevo Ejecutivo y decidió convocarse a una segunda parte de la asamblea, que se celebró en marzo de 1967 en Guetaria (Guipúzcoa).
Patxi Iturrioz y la minoría obrerista, ajenos ya a esta segunda parte de la asamblea, adoptaron el nombre de ETA Berri ('Nueva ETA'), por lo que el resto de la organización pasó a ser conocida como ETA Zaharra ('Vieja ETA'). ETA Berri profundizó en la línea obrerista, participando en Comisiones Obreras, denunciando los aspectos que consideraban más reaccionarios y chovinistas del nacionalismo vasco y alejándose definitivamente del mundo del PNV, al que pertenecían muchos de los empresarios vascos.
La escisión de ETA Berri, según Kepa Bilbao Ariztimuño, dio lugar a la primera violencia de persecución contra personas de ideas contrarias que practicó ETA. Los obreristas, llamados españolistas o felipes (debido a su aproximación ideológica a Euskadiko Sozialisten Batasuna, el referente vasco del FLP español) fueron objeto de un boicot personal y político por parte no sólo de ETA sino de otras organizaciones nacionalistas, sobre todo en pequeñas y medianas poblaciones. Patxi Iturrioz y Eugenio del Río fueron incluso sentenciados formalmente a muerte por la cúpula de ETA en una reunión celebrada en Tolosa (Guipúzcoa), sentencia que no llegó a cumplirse.

### La formación de EMK
En agosto de 1968 ETA Berri anunció el cambio de su nombre por el de Komunistak ('Los Comunistas'), en euskera, y Movimiento Comunista Vasco, en castellano; con lo cual ETA Zaharra volvió a ser simplemente ETA. A principios de los años setenta Komunistak se convirtió en el Euskadiko Mugimendu Komunista (Movimiento Comunista de Euskadi), el cual, fusionándose con pequeños grupos comunistas de toda España formó un partido federal llamado Movimiento Comunista (MC).